# Lepidocyrtus hirtus
Lepidocyrtus hirtus är en urinsektsart som beskrevs av Christiansen och Bellinger 1980. Lepidocyrtus hirtus ingår i släktet Lepidocyrtus och familjen brokhoppstjärtar. Inga underarter finns listade i Catalogue of Life.